# Chamb
Le Chamb (tchèque : Kouba) est une rivière tchèque puis allemande de 51 km de long qui est un affluent en rive droite de la Regen et donc un sous-affluent du Danube.